# Нижня Тіпсірма
Нижня Тіпсі́рма (рос. Нижняя Типсирма, чув. Анатри Типçырма) — присілок у складі Красноармійського району Чувашії, Росія. Входить до складу Великошатьминського сільського поселення.
Населення — 101 особа (2010; 106 у 2002).
Національний склад:
- чуваші — 95 %